# Slaget ved Stamford (894)
Det første slag ved Stamford foregik mellem vestsakserne og danske vikinger i byen  Stamford, Lincolnshire, i 894. Den vestsaksiske Ealdorman Aethelnoth invaderede byen, som vikingerne havde herredømme over, men den blev ikke belejret vikingernes magt over byen blev derfor upåvirket.